# Antonio Colom
Antonio Colom Mas (* 11. Mai 1978 in Bunyola) ist ein ehemaliger spanischer Radrennfahrer, der später im Triathlon aktiv war.

## Werdegang

### Radsport bis 2009
Colóm wurde 1999 bei Amica Chips-Costa de Almería Profi. Seinen ersten Erfolg feierte er 2002 bei Colchon Relax-Fuenlabrada, als er die Ruta del Sol für sich entscheiden konnte. 2004 wechselte er dann zum Erstdivisionär Illes Baleares und wurde erfolgreicher. Er gewann die Gesamtwertung der Mallorca Challenge und eine Etappe bei der Valencia-Rundfahrt. 2005 war er bei der Mallorca Challenge wieder erfolgreich, indem er die Trofeo Calvia gewann.
Zu Beginn der Saison 2006 war dann wieder in Topform. Er gewann die Valencia-Rundfahrt inklusive einer Etappe. Zur Saison 2007 wechselte er zum Team Astana. Er gewann im Frühjahr die Trofeo Soller und später in der Saison eine Etappe der Dauphiné Libéré.
Nach einer weiteren Saison beim Team Astana wechselte er 2009 zum neu gegründeten Team Katjuscha. Er gewann die Trofeo Inca, die Gesamtwertung der Mallorca-Rundfahrt, eine Etappe der Algarve-Rundfahrt und die Schlussetappe von Paris-Nizza.

### Dopingsperre 2009
Am 2. April 2009 wurde er positiv auf das Dopingmittel EPO getestet, was seine plötzlichen vielen Siege in ein zweifelhaftes Licht rücken ließ. Nach einer Suspendierung wurde er im Mai 2010 für zwei Jahre durch den spanischen Radsportverband gesperrt.

### Triathlon ab 2014
Beim Ironman Germany (Ironman-Europameisterschaft) belegte er im Juni 2014 den elften Rang, konnte die Altersklasse 35–39 gewinnen und sich damit für einen Startplatz beim Ironman Hawaii (Ironman World Championships) im Oktober qualifizieren.

## Sportliche Erfolge
2002
- Ruta del Sol

2005
- Trofeo Calvia

2006
- Gesamtwertung und eine Etappe Valencia-Rundfahrt

2007
- Trofeo Soller
- eine Etappe Dauphiné Libéré

2009
- Trofeo Inca
- Gesamtwertung Mallorca-Rundfahrt
- eine Etappe Algarve-Rundfahrt
- eine Etappe Paris–Nizza

## Teams
- 1999 Amica Chips-Costa de Almería
- 2000 Costa de Almería
- 2001 Jazztel-Costa de Almería
- 2002 Colchon Relax-Fuenlabrada
- 2003 Colchon Relax-Fuenlabrada
- 2004 Illes Baleares-Banesto
- 2005 Illes Baleares-Caisse d’Epargne
- 2006 Caisse d’Epargne-Illes Baleares
- 2007 Team Astana
- 2008 Team Astana
- 2009 Katjuscha